# Film vs Digital
Film vs Digital hace referencia a la comparación entre dos métodos de captación. Este concepto se lleva estudiando en diferentes campos científicos y artísticos desde la aparición de la primera Cámara digital el 1975 de la mano de Kodak. Se quiere llegar a la conclusión: ¿Cuál de los dos sistemas de captación es mejor?, ¿la captación digital o la captación orgánica?

## Fotografía naturalista hemisférica en ambientes de luz natural
Según el estudio de (Englund, O'Brien y Clark, 2000)  “Evaluation of digital and film hemispherical photography and spherical densiometry for measuring monte light environments” los resultados que se obtienen al comparar el Film vs Digital en la fotografía hemisférica mostraban la pérdida de resolución en la fotografía digital no afectaba las estimaciones de aperturas ponderadas, estas mostraban ser significativamente más altas en las imágenes digitales en frente a las imágenes captadas en film. Las diferencias encontradas entre los dos métodos de captación poder ser debidas a la subexposició de las imágenes de film.
Por esta disciplina en concreto el estudio determina que la fotografía digital se mes conveniente debido a la resolución superior que ofrece y también gracias a la tecnología digital se convenientemente más barata y efectiva.

## Comparación clínica en mamografías para la detección del cáncer de mama
Según el estudio de (Lewin,  De Orsi,  Hendrick,  Moss,  Isaacs,  Karellas,  Cutter, 2002)  “Clinical Comparison of Hoja-Field Digital Mammography and Screen-Film Mammography for Detection of Breast Cancer” los resultados sobre 1467 mamografías de mujeres de 40 años o más llevaron a 181 biopsias y a la detección de 42 cánceres, 9 de estos cánceres fueron detectados solo a través de mamografías digitales, 15 fueron detectados a través de mamografías hechas en film y 18 fueron detectados en ambas. La diferencia entre las dos no se significativa a nivel estadístico, el estudio llega a la conclusión que no hay diferencias significativas a nivel de detección de cáncer entre las dos técnicas aunque la fotografía digital detectara menos cánceres que el film.

## Fotografía velocimétrica de partículas hologràfiques
Según el estudio de (Meng, Pan, Pu, Woodward, 2004) “Holographic particle image velocimetry: from film tono digital recording” el HPIV (imagen hologràfica velocimétrica de partículas) se la mejor solución para captar flujos complejas tridimensionales de campos de velocidad, a continuación nos explican los resultados obtenidos con estos procesos a través de imágenes digitales e imágenes en film. El resultado según el estudio mujer aventaja a la captación digital puesto que no requiere tratamiento químico y su reconstrucción óptica se reemplazada por reconstrucciones numéricas a través de algoritmos. Por la captura de estas imágenes en film el problema se básicamente que la capacidad de información obtenida se ve disminuida por el ruido inherente. En la captura digital pero, todo este proceso se traduce en imágenes más compactas y mes afiladas aunque pierden resolución comparadas con las imágenes captadas en film. El estudio llega a la conclusión que la captación digital es mucho más práctica debido a su menor coste y la posibilidad de llevar al "mainstream" la captación hologràfica.

## En el cine
El artículo "The Celluloid Backlash: Film Versus Digital Once More" (Dixon, 2016)  nos ofrece una extensa revisión de las particularidades de los dos formatos en el campo del cine, junto con intervenciones comentadas de varios directores de Hollywood partidarios del "revival" del formato analógico. El texto empieza indagando que la mayor parte de los largometrajes rodados en Hollywood actualmente se llevan a cabo de forma digital, este dato se contrapone a un nuevo fenómeno: Algunos de los grandes directores americanos están volviendo al formato del film tradicional.
El argumento principal de estos directores se basa en el hecho que a través del film la imagen es más cálida, tiene más profundidad y también una conexión humana que el film digital no tiene. Otro de los argumentos expuestos por Dixon trata sobre el almacenamiento y conservación de los archivos, mientras que conservar archivos en formado film es mucho más costoso su ventaja es que en un ambiente adecuado un film puede llegar a durar hasta 600 años. Un film digital por otro lado es mucho más barato de conservar y transportar, así y por el propio hecho de la continua evolución del formato y el deterioro de sus plataformas de almacenamiento, un archivo digital se ve forzado a migrar de disco de almacenamiento cada pocos años con la consiguiente compresión y pérdida de calidad.
La decisión de utilizar film sobre digital realmente se basa en el "coro" de la naturaleza de la imagen en movimiento, de la sensación de la luz atravesando la cinta hasta que llega a la pantalla.
No podemos analizar este fenómeno con números ni con resultados, poco importa la resolución final del producto, sino la sensación que este transmite a la hora de visionarlo. 
Johannes Krell: “Fue un shock presenciar una vez más la experiencia seductiva e inmersiva de la proyección de 16 mm de primer rango y sentirla al mío cercando en una sala."
Bennet Miller: “Cuan posas film y digital uno junto al otro, la imagen en film te mueve las entrañas de forma inmediata. Hay una sensación más neta y clara y seca en la imagen digital que no llega a la dimensión y pes del fotoquímico"
J.J. Abrams: “Puedes hablar de rango, luz, sensibilidad, resolución. Hay algo sobre el film que es sin duda más orgánico natural y real."